# Хіральність (фізика)
Хіра́льність (кіральність) — властивість фізики елементарних частинок, молекул, кристалічних структур та макроскопічних тіл. Вона полягає у відмінності правого та лівого, які повʼязані між собою операцією симетрії відбиття, згідно визначення лорда Кельвіна. У фізиці елементарних частинок було показано, що Всесвіт є несиметричним відносно заміни правого на ліве та лівого на праве.
У випадку матеріалознавства та відповідних розділів фізики вживається синонім "енантіоморфізм".

## Хіральність у фізиці елементарих частинок

### Хіральність та спіральність
Спіральність частинки є додатною («правою»), якщо напрямок спіну частинки збігається з напрямком її руху, і від'ємною («лівою»), якщо напрямки спіну та руху частинки протилежні. Таким чином, стандартний годинник з вектором спіну, що визначається обертанням його стрілок, має ліву спіральність, якщо рухається так, що циферблат повернуто вперед.
Математично спіральність є знаком проєкції вектора спіну на вектор імпульсу: «ліва» — від'ємна, «права» — додатна.
Хіральність частинки — це абстрактніше поняття: вона визначається тим, за правим чи лівим поданням групи Пуанкаре перетворюється хвильова функція частинки.
Для безмасових частинок, таких як фотони, глюони та (гіпотетичні) гравітони, хіральність — те саме, що й спіральність; ці безмасові частинки ніби «обертаються» в той самий бік відносно своєї осі руху незалежно від точки спостереження.
Для масивних частинок, таких як електрони, кварки і нейтрино, хіральність і спіральність слід розрізняти: у разі цих частинок спостерігач може перейти до системи відліку, що рухається швидше, ніж частинка, що обертається. У такому разі частинка рухатиметься назад, а її спіральність (яку можна вважати «позірною хіральністю») буде оберненою.
Безмасова частинка рухається зі швидкістю світла, тому будь-який реальний спостерігач (який завжди повинен рухатися повільніше від швидкості світла) може перебувати тільки в такій системі відліку, де частинка завжди зберігає свій відносний напрямок обертання, що означає, що всі реальні спостерігачі бачать однакову спіральність. Через це на напрям обертання безмасових частинок не впливає зміна точки спостереження (перетворення Лоренца) у напрямку руху частинки, а знак проєкції (спіральність) фіксований для всіх систем відліку: спіральність безмасових частинок є релятивістським інваріантом (величина, значення якої однакове у всіх інерційних системах відліку) і завжди відповідає хіральності безмасових частинок.
Відкриття нейтринних осциляцій означає, що нейтрино має масу, тому фотон є єдиною відомою безмасовою частинкою. Можливо, глюони також є безмасовими, хоча це припущення остаточно не перевірено. Отже, це лише дві відомі частинки, для яких спіральність може бути тотожною хіральності, і лише безмасовість фотона підтверджено вимірами. Всі інші спостережувані частинки мають масу і, отже, можуть мати різну спіральність у різних системах відліку.

### Хіральні теорії
Тільки ліві ферміони та праві антиферміони беруть участь у слабкій взаємодії. У більшості випадків два лівих ферміони взаємодіють сильніше, ніж праві ферміони або ферміони з протилежними хіральностями, означаючи, що всесвіт надає перевагу лівій хіральності, що порушує симетрію, яка справедлива для всіх інших сил природи.
Хіральність для ферміона Дірака {\displaystyle \psi } визначають через оператор {\displaystyle \gamma ^{5}}, що має власні значення ±1. Таким чином, будь-яке поле Дірака можна спроєктувати в його ліву або праву складову, діючи оператором проєктування ½ {\displaystyle (1-\gamma ^{5})} або ½ {\displaystyle (1+\gamma ^{5})} на {\displaystyle \psi }.
Зв'язок зарядженої слабкої взаємодії з ферміонами пропорційний першому проєкційному оператору, відповідальному за порушення симетрії парності цієї взаємодії.
Відомим джерелом плутанини є поєднання цього оператора з оператором спіральності. Оскільки спіральність масивних частинок залежить від системи відліку, може здатися, що та сама частинка слабко взаємодіятиме в одній системі відліку, але не в іншій. Розв'язок цього хибного парадоксу полягає в тому, що оператор хіральності еквівалентний спіральності тільки для безмасових полів, для яких спіральність не залежить від системи відліку. Навпаки, для частинок із масою хіральність не збігається зі спіральністю, тому немає залежності слабкої взаємодії від системи відліку: частинка, що взаємодіє зі слабкою силою в одній системі відліку, робить це в кожній системі відліку.
Теорію, асиметричну відносно хіральності, називають хіральною теорією, тоді як не хіральну (тобто симетричну відносно перетворення парності) теорію іноді називають векторною теорією. Багато частин Стандартної моделі фізики є не хіральними, що простежується як скорочення аномалій у хіральних теоріях. Квантова хромодинаміка є прикладом векторної теорії, оскільки в ній з'являються обидві хіральності всіх кварків та глюонів.
Теорія електрослабкої взаємодії, розроблена в середині XX століття, є прикладом хіральної теорії. Спочатку припускалося, що нейтрино безмасові і лише передбачають існування лівих нейтрино (поруч із комплементарними правими антинейтрино). Після спостереження осциляцій нейтрино, які передбачають, що нейтрино мають масу, як і всі інші ферміони, переглянуті теорії електрослабкої взаємодії тепер включають як праві, так і ліві нейтрино. Проте це все ще хіральна теорія, оскільки вона не враховує симетрію парності.
Точної природи нейтрино все ще не встановлено, тому запропоновані електрослабкі теорії дещо відрізняються одна від одної, але в більшості випадків вони враховують хіральність нейтрино так само, як це зроблено для інших ферміонів.

### Хіральна симетрія
Векторні калібрувальні теорії з безмасовими ферміонними полями Дірака виявляють хіральну симетрію, тобто обертання лівої та правої частин незалежно одна від одної не має жодної різниці в теорії. Це можна записати як дію обертання на полях:
{\displaystyle \psi _{L}\rightarrow e^{i\theta _{L}}\psi _{L}} і {\displaystyle \psi _{R}\rightarrow \psi _{R}}
або
{\displaystyle \psi _{L}\rightarrow \psi _{L}} і {\displaystyle \psi _{R}\rightarrow e^{i\theta _{R}}\psi _{R}.}
З N ароматами натомість маємо унітарні обертання: U(N)L×U(N)R .
У загальнішому плані праві та ліві стани записують як оператор проєктування, що діє на спінор. Оператори правих та лівих проєкторів:
{\displaystyle P_{R}={\frac {1+\gamma ^{5}}{2}}}
і
{\displaystyle P_{L}={\frac {1-\gamma ^{5}}{2}}}
Ферміони з масою не виявляють хіральної симетрії, оскільки масовий член у лагранжіані mψψ явно порушує хіральну симетрію.
Спонтанне порушення хіральної симетрії може виникати в деяких теоріях, як це найпомітніше в квантовій хромодинаміці.
Перетворення хіральної симетрії можна розділити на компонент, який розглядає ліву та праву частини рівною мірою, відомий як векторна симетрія, і компонент, який насправді розглядає їх по-різному, відомий як аксіальна симетрія. Скалярна модель поля, що кодує хіральну симетрію та її порушення, є хіральною моделлю.
Найпоширеніше застосування полягає в однаковій обробці обертання за годинниковою стрілкою та проти годинникової стрілки у фіксованій системі відліку.
Загальний принцип часто називають хіральною симетрією. Це правило абсолютно справедливе в класичній механіці Ньютона та Ейнштейна, але результати квантовомеханічних експериментів показують відмінність поведінки лівохіральних та правохіральних субатомних частинок.

#### Приклад:uтаdкварки в КХД
Розглянемо квантову хромодинаміку (КХД) з двома безмасовими кварками u та d (ферміони з масою не виявляють хіральної симетрії). Лагранжіан:
{\displaystyle {\mathcal {L}}={\overline {u}}\,i\displaystyle {\not }D\,u+{\overline {d}}\,i\displaystyle {\not }D\,d+{\mathcal {L}}_{\mathrm {gluons} }~.}
У термінах лівих та правих спінорів:
{\displaystyle {\mathcal {L}}={\overline {u}}_{L}\,i\displaystyle {\not }D\,u_{L}+{\overline {u}}_{R}\,i\displaystyle {\not }D\,u_{R}+{\overline {d}}_{L}\,i\displaystyle {\not }D\,d_{L}+{\overline {d}}_{R}\,i\displaystyle {\not }D\,d_{R}+{\mathcal {L}}_{\mathrm {gluons} }~.}
(Тут,i — уявна одиниця, {\displaystyle \displaystyle {\not }D} — оператор Дірака.)
Визначивши
{\displaystyle q={\begin{bmatrix}u\\d\end{bmatrix}},}
це можна записати так:
{\displaystyle {\mathcal {L}}={\overline {q}}_{L}\,i\displaystyle {\not }D\,q_{L}+{\overline {q}}_{R}\,i\displaystyle {\not }D\,q_{R}+{\mathcal {L}}_{\mathrm {gluons} }~.}
Лагранжіан не змінюється при повороті {\displaystyle q_{L}} будь-якою 2×2 унітарною матрицею L, і {\displaystyle q_{R}} будь-якою 2×2 унітарною матрицею R
Цю симетрію лагранжіана називають «ароматовою хіральною симетрією» і позначають як {\displaystyle U(2)_{L}\times U(2)_{R}}. Вона розпадається на
{\displaystyle SU(2)_{L}\times SU(2)_{R}\times U(1)_{V}\times U(1)_{A}~} .
Синглетна векторна симетрія {\displaystyle U(1)_{V}} виступає як
{\displaystyle q_{L}\rightarrow e^{i\theta }q_{L}\qquad q_{R}\rightarrow e^{i\theta }q_{R}~,}
і відповідає збереженню баріонного числа.
Синглетна аксіальна група {\displaystyle U(1)_{A}} виступає як
{\displaystyle q_{L}\rightarrow e^{i\theta }q_{L}\qquad q_{R}\rightarrow e^{-i\theta }q_{R}~,}
і не відповідає величині, що зберігається, оскільки явно порушується квантовою аномалією.
Хіральна симетрія {\displaystyle SU(2)_{L}\times SU(2)_{R}}, що залишилася, виявляється спонтанно порушеною кварковим конденсатом {\displaystyle \textstyle \langle {\bar {q}}_{R}^{a}q_{L}^{b}\rangle =v\delta ^{ab}}, утвореним шляхом непертурбативної взаємодії глюонів КХД, до діагональної векторної підгрупи {\displaystyle SU(2)_{V}}, відомої як ізоспін. Голдстоунівські бозони, що відповідають трьом порушеним генераторам, є трьома піонами.
Як наслідок, ефективна теорія пов'язаних станів КХД, таких як баріони, повинна тепер включати масові члени для них, нібито заборонені непорушеною хіральною симетрією. Таким чином, це хіральне порушення симетрії створює основну масу адронів, наприклад, для нуклонів; по суті, основну масу всієї видимої матерії.
У реальному світі через ненульові й відмінні маси кварків {\displaystyle SU(2)_{L}\times SU(2)_{R}} це лише наближена симетрія, і, отже, піони не безмасові, але мають невеликі маси: це псевдо-голдстоунівські бозони.

#### Більше ароматів
Для більшої кількості «легких» кваркових видів, N ароматів у цілому, відповідними хіральними симетріями є U(N)L×U(N) R, що розкладаються в
{\displaystyle SU(N)_{L}\times SU(N)_{R}\times U(1)_{V}\times U(1)_{A}~,}
та демонструють аналогічну картину порушення хіральної симетрії.
Як правило, береться N = 3, u, d і s-кварки вважають легкими (восьмистий шлях), тому їх вважають приблизно безмасовими для симетрії, значущої в молодшому порядку, тоді як решта три кварки є досить важкими, щоб ледве мати видиму для практичних цілей залишкову хіральну симетрію.

#### Застосування у фізиці частинок
У теоретичній фізиці електрослабка модель максимально порушує парність. У ній всі ферміони є хіральними ферміонами Вейля, що означає, що заряджені слабкі калібрувальні бозони з'єднуються лише з лівими кварками та лептонами. (Зауважимо, що нейтральний електрослабкий Z-бозон пов'язаний із лівими та правими ферміонами.)
Деякі теоретики вважали це небажаним, і тому припустили ТВО-розширення слабкої взаємодії, що має нові високоенергетичні W'- та Z'-бозони, які тепер поєднуються з правими кварками та лептонами:
{\displaystyle {[SU(2)_{W}\times U(1)_{Y}] \over \mathbb {Z} _{2}}}
в
{\displaystyle {SU(2)_{L}\times SU(2)_{R}\times U(1)_{B-L} \over \mathbb {Z} _{2}}}.
Тут, SU(2)L це не що інше, як наведений вище SU(2)W, а B−L — баріонне число мінус лептонне число. Електричний заряд у цій моделі задається формулою
{\displaystyle Q=I_{3L}+I_{3R}+{\frac {B-L}{2}}};
де {\displaystyle \!I_{3L,R}}— ліві та праві значення слабких ізоспінів полів теорії.
Існує також хромодинаміка SU(3)C. Ідея полягала у тому, щоб відновити парність, запровадивши «ліво-праву симетрію». Це розширення групи Z2 (ліво-права симетрія) на
{\displaystyle {SU(3)_{C}\times SU(2)_{L}\times SU(2)_{R}\times U(1)_{B-L} \over \mathbb {Z} _{6}}}
до напівпрямого добутку
{\displaystyle {SU(3)_{C}\times SU(2)_{L}\times SU(2)_{R}\times U(1)_{B-L} \over \mathbb {Z} _{6}}\rtimes \mathbb {Z} _{2}.}
Воно має дві зв'язні компоненти, де Z2 діє як автоморфізм, що є композицією інволютивного зовнішнього автоморфізму SU(3)C із заміною лівої та правої копій SU(2) з оберненням U(1)B-L. 1975 року Рабіндра Н. Могапатра і Горан Сенянович показали, що ліво-права симетрія може бути спонтанно порушена, щоб дати хіральну низькоенергетичну теорію, яка є стандартною моделлю Глешоу, Вайнберга і Салама, а також пов'язує малі спостережувані маси нейтрино з порушенням симетрії за допомогою механізму гойдалки (англ. seesaw mechanism).
У цих умовах, хіральні кварки
{\displaystyle (3,2,1)_{1 \over 3}}
і
{\displaystyle ({\bar {3}},1,2)_{-{1 \over 3}}}
об'єднані в незвідне представлення
{\displaystyle (3,2,1)_{1 \over 3}\oplus ({\bar {3}},1,2)_{-{1 \over 3}}.}
Лептони також об'єднані в незвідне представлення
{\displaystyle (1,2,1)_{-1}\oplus (1,1,2)_{1}.}
Бозони Хіггса мали реалізувати порушення лівої-правої симетрії аж до стандартної моделі
{\displaystyle (1,3,1)_{2}\oplus (1,1,3)_{2}.}
Також це передбачає три стерильні нейтрино, які ідеально узгоджуються з поточними даними осциляцій нейтрино. Усередині механізму гойдалки стерильні нейтрино стають надважкими, не впливаючи на фізику за низьких енергій.
Оскільки ліво-права симетрія спонтанно порушена, ліво-праві моделі передбачають доменні стінки. Ця ліво-права ідея симетрії вперше з'явилася в моделях Паті — Салама (1974) і Могапатри — Паті (1975).

## Хіральність у матеріалознавстві
Хіральність у інших розділах фізики часто застосовується у випадках класифікації та вивчення властивостей тіл та речовин щодо зовнішніх впливів. Класифікація щодо хіральності, як частковий випадок симетрійної класифікації, дає змогу краще зрозуміти перших принципів побудови молекул, кристалів, квазікристалів, тощо. Прикладом може слугувати гомохіральність амінокислот усіх відомих форм життя, що може відтворюватися у фізичних експериментах під дією зовнішнього впливу. Оптична активність (в т.ч. круговий дихроїзм та магнітний круговий дихроїзм) матеріалів визначається їх хіральністю.
Хіральні фізичні системи характеризуються відсутність інваріантності щодо оператору парності. Виникає неоднозначність у визначенні хіральності у фізиці в залежності від того чи розглядати напрямок руху у порівнянні правого та лівого через операцію відбиття або просторової інверсії. Відповідно, розрізняють "істинну" хіральність (інваріантну щодо операції обернення часу) та "хибну" хіральність (неінваріантну щодо операції обернення часу). 
Багато фізичних величин змінюють знак, при операції обернення часу (напр.: швидкість, потужність, струм, намагніченість). Відповідно, "хибна" хіральність є настільки типовою у фізиці в цілому, що термін може вводити в оману і яснішими є Т-інваріантна та Т-неінваріантна хіральність. Ефекти, повʼязані з хіральністю, описують з використанням псевдоскалярних або аксіальних векторних фізичних величин. Фероїки в цілому та, особливо, магнітовпорядковані середовища описуються з використанням хіральності, залежної від напрямку часу. Цей підхід формалізується з використанням груп дихроматичної симетрії. Т-інваріантна хіральність відповідає відсутності у групі симетрії будь-яких операцій симетрії, які містять просторову інверсії {\displaystyle {\bar {1}}} чи відбиття m, згідно до міжнародної нотації Германа-Могена. Критерієм Т-неінваріантної хіральності є наявність цих операцій симетрії, але виключно із оберненням часу, наприклад, операцій m' та {\displaystyle {\bar {1}}'}.
На рівні атомарної структури матеріалів розрізняють векторну, скалярну, та інші типи хіральності в залежності від напрямку/знаку мішаних та векторних добутків спінів.